# N228 (België)
De N228 is een gewestweg in Brussel, België tussen de N2 en de N24. De weg heeft een lengte van ongeveer 3 kilometer. 
De gehele weg bestaat uit twee rijstroken in beide rijrichtingen samen.
Onderweg komt de N228 langs Etterbeek en Elsene.
De weg heeft achtereenvolgens de straatnamen Bonneelsstraat, Gutenbergsquare, Maria-Louizasquare, Livingstonelaan, Steenweg op Etterbeek, Jean Reyplein, Steenweg op Etterbeek, Jourdanplein, Graystraat, Scepterstraat, Raymond Blyckaertsplein, Malibranstraat, Eugène Flageyplein en Vleurgatsesteenweg.

## N228a
De N228a is een 350 meter lange route in Etterbeek via de Maalbeeklaan. De route begint bij de N228 en eindigt bij de N228. Onderweg wordt de N4 gekruist.

## N228b
De N228b is een 350 meter lange verbindingsweg tussen de N2 en de N228. De weg draagt de naam Pacificatiestraat en is deels voor eenrichtingsverkeer ingericht.